# Liste der Naturdenkmale in Wolfhagen
Die Liste der Naturdenkmale in Wolfhagen nennt die auf dem Gebiet der Stadt Wolfhagen im Landkreis Kassel in Hessen gelegenen Naturdenkmale. Dies sind gegenwärtig Bäume an 17 Standorten sowie 6 Flächenhafte Naturdenkmale, darunter der „Basaltkegel Bilstein“ bei Istha.

## Bäume
| Bild                          | Bezeichnung                                                | Ortsteil, Lage                                 | Beschreibung | Art                                                                      | Nr.      |
| ----------------------------- | ---------------------------------------------------------- | ---------------------------------------------- | --- | ------------------------------------------------------------------------ | -------- |
| mehr Fotos \| Fotos hochladen | 1 Buche „Schäferbuche“                                     | Altenhasungen 51° 21′ 3,3″ N, 9° 14′ 49,8″ O   | Rotbuche ca. 1,5 km nordöstlich des Ortsrandes von Altenhasungen. Der beeindruckende Baum steht auf einer Wiese im nördlichen Bereich des Naturschutzgebietes Hute vor dem Bärenberg. Der Stamm ist innen hohl und einseitig auf einer Länge von etwa 1,5 m offen. Ein Gitter verschließt die Öffnung und sorgt – wohl ungewollt – dafür, dass eingetragenes Laub eingeschlossen bleibt und innerhalb des Stammes verrottet. In der Krone der Linde wurden Sicherungsmaßnahmen durch Seile durchgeführt. Stammumfang: 6,45 m Höhe: 15 m Pflanzjahr: ca. 1805 OSM-Link zur Kartendarstellung: „Schäferbuche“ bei Altenhasungen | Fagus sylvatica                                                          | 6.33.861 |
| mehr Fotos \| Fotos hochladen | 3 Linden                                                   | Altenhasungen 51° 20′ 33,4″ N, 9° 13′ 50,2″ O  | Winterlinden am nördlichen Ortsrand von Altenhasungen. Die 3 Bäume stehen auf dem Friedhof, zwei davon nebeneinander, der dritte westlich davon. Der südöstliche Baum: Stammumfang: 3,05 m Höhe: 20 m Pflanzjahr: ca. 1905 OSM-Link zur Kartendarstellung: die südöstliche Linde auf dem Friedhof von Altenhasungen Der nordöstliche Baum: Stammumfang: 3,10 m Höhe: 20 m Pflanzjahr: ca. 1905 OSM-Link zur Kartendarstellung: die nordöstliche Linde auf dem Friedhof von Altenhasungen Der westliche Baum: Stammumfang: 3,55 m Höhe: 20 m Pflanzjahr: ca. 1905 OSM-Link zur Kartendarstellung: die westliche Linde auf dem Friedhof von Altenhasungen | Tilia cordata                                                            | 6.33.862 |
| mehr Fotos \| Fotos hochladen | 1 Linde                                                    | Ippinghausen 51° 16′ 42,7″ N, 9° 8′ 37,3″ O    | Sommerlinde am südlichen Ortsrand von Ippinghausen. Standort ist eine Wiese in der Nähe des Friedhofes, an der Berghofstraße. Vor Ort gibt es eine Informationstafel, die den Baum als „Friedenslinde“ bezeichnet, damit eine Verbindung zum Deutsch-Französischen Krieg von 1870 bis 1871 herstellt und das Pflanzjahr mit 1871 angibt. Stammumfang: 6,00 m (2005: 5,65 m) Höhe: 24 m Pflanzjahr: ca. 1855 OSM-Link zur Kartendarstellung: Sommerlinde in Ippinghausen | Tilia platyphyllos                                                       | 6.33.863 |
| mehr Fotos \| Fotos hochladen | 1 Esche                                                    | Niederelsungen 51° 23′ 28″ N, 9° 10′ 29,3″ O   | Gemeine Esche ca. 500 m westlich des Ortsrandes von Niederelsungen. Der Baum steht auf einer geneigten Wiese neben einem Wirtschaftsweg. Auf diesem Weg führen der Märchenlandweg (Etappe 19) und ein weiterer Wanderweg direkt am Naturdenkmal vorbei. Stammumfang: 4,10 m Höhe: 19 m Pflanzjahr: ca. 1905 OSM-Link zur Kartendarstellung: Esche westlich von Niederelsungen | Fraxinus excelsior                                                       | 6.33.866 |
| mehr Fotos \| Fotos hochladen | 1 Eiche                                                    | Niederelsungen 51° 22′ 24,1″ N, 9° 12′ 22,6″ O | Traubeneiche ca. 1,5 km südöstlich des Ortsrandes von Niederelsungen. Standort ist eine Wiese zwischen Feldern, an einem Bachlauf, der hier aber den Charakter eines Entwässerungskanals hat. Stammumfang: 3,55 m Höhe: 17 m Pflanzjahr: ca. 1905 OSM-Link zur Kartendarstellung: Traubeneiche südöstlich von Niederelsungen | Quercus petraea                                                          | 6.33.867 |
| mehr Fotos \| Fotos hochladen | 1 Buche                                                    | Nothfelden 51° 21′ 3,2″ N, 9° 12′ 1,8″ O       | Rotbuche ca. 500 m westlich des Ortsrandes von Nothfelden. Der Baum steht auf einer Wiese in der Nähe des Waldrandes „Bei dem Thalpfad“. Stammumfang: 3,75 m Höhe: 20 m Pflanzjahr: ca. 1855 OSM-Link zur Kartendarstellung: Rotbuche bei Nothfelden | Fagus sylvatica                                                          | 6.33.868 |
| mehr Fotos \| Fotos hochladen | 1 Silberlinde                                              | Viesebeck 51° 21′ 31,2″ N, 9° 8′ 0,2″ O        | Silberlinde am nördlichen Ortsrand von Viesebeck. Der Baum steht in der Südecke des Friedhofes, an der Wolfhager Straße. Stammumfang: 4,15 m Höhe: 15 m Pflanzjahr: ca. 1905 OSM-Link zur Kartendarstellung: Silberlinde auf dem Friedhof von Viesebeck | Tilia tomentosa                                                          | 6.33.870 |
| mehr Fotos \| Fotos hochladen | 1 Eiche                                                    | Viesebeck 51° 21′ 8,4″ N, 9° 8′ 53″ O          | Stieleiche ca. 900 m südöstlich des Ortsrandes von Viesebeck. Der Baum steht auf einer kleinen Grünfläche zwischen Feldern, „Am Mühlenwege“. Stammumfang: 2,90 m Höhe: 10 m Pflanzjahr: ca. 1905 OSM-Link zur Kartendarstellung: Eiche südöstlich von Viesebeck | Quercus robur                                                            | 6.33.871 |
| mehr Fotos \| Fotos hochladen | 1 Eiche                                                    | Viesebeck 51° 20′ 53,2″ N, 9° 7′ 15,2″ O       | Stieleiche ca. 1 km südwestlich des Ortsrandes von Viesebeck. Der beeindruckende Baum steht direkt an einem Waldrand. Stammumfang: 6,20 m Höhe: 23 m Pflanzjahr: ca. 1755 OSM-Link zur Kartendarstellung: Eiche südwestlich von Viesebeck | Quercus robur                                                            | 6.33.872 |
| mehr Fotos \| Fotos hochladen | 4 Linden                                                   | Wolfhagen 51° 18′ 56″ N, 9° 10′ 10,5″ O        | Winterlinden ca. 800 m südlich des Stadtrandes von Wolfhagen. Die Bäume stehen an der Ostseite der L 3214, beim Abzweig zum Graner Berg. Dort quert ein Bach die Landesstraße unter einer Brücke. Die Linden stehen beidseits, zwei nördlich, zwei südlich, dieses Gewässers. In der Krone des nordwestlichen Baumes wurden Sicherungsmaßnahmen mittels Seilen durchgeführt. Der nordwestliche Baum: Stammumfang: 3,60 m Höhe: 26 m Pflanzjahr: ca. 1905 OSM-Link zur Kartendarstellung: die nordwestliche Linde bei Wolfhagen Der nordöstliche Baum: Stammumfang: 3,70 m Höhe: 26 m Pflanzjahr: ca. 1905 OSM-Link zur Kartendarstellung: die nordöstliche Linde bei Wolfhagen Der südwestliche Baum: Stammumfang: 2,65 m Höhe: 26 m Pflanzjahr: ca. 1905 OSM-Link zur Kartendarstellung: die südwestliche Linde bei Wolfhagen Der südöstliche Baum: Stammumfang: 3,10 m Höhe: 26 m Pflanzjahr: ca. 1905 OSM-Link zur Kartendarstellung: die südöstliche Linde bei Wolfhagen                                                                              | Tilia cordata                                                            | 6.33.874 |
| mehr Fotos \| Fotos hochladen | 4 Linden                                                   | Wolfhagen 51° 20′ 0,7″ N, 9° 9′ 31,3″ O        | 3 Winterlinden und 1 Sommerlinde ca. 350 m nordwestlich des Stadtrandes von Wolfhagen. Der Standort liegt zwischen der B 450 und dem Solarpark. Dort flankieren die 4 Bäume eindrucksvoll eine alte Steinbrücke, die über die Duse führt. Der südliche Baum ist eine deutlich jüngere Nachpflanzung. Der Wirtschaftsweg, der über die Brücke führt, ist Teil der Wanderroute Volkmarser Weg. Die nördliche Winterlinde: Stammumfang: 2,80 m Höhe: 24 m Pflanzjahr: ca. 1905 OSM-Link zur Kartendarstellung: die nördliche Winterlinde an der Dusebrücke bei Wolfhagen Die östliche Winterlinde: Stammumfang: 3,75 m Höhe: 24 m Pflanzjahr: ca. 1905 OSM-Link zur Kartendarstellung: die östliche Winterlinde an der Dusebrücke bei Wolfhagen Die westliche Sommerlinde: Höhe: 24 m Pflanzjahr: ca. 1905 OSM-Link zur Kartendarstellung: die westliche Sommerlinde an der Dusebrücke bei Wolfhagen Die südliche Winterlinde (Nachpflanzung): Pflanzjahr: ca. 1985 OSM-Link zur Kartendarstellung: die südliche Winterlinde an der Dusebrücke bei Wolfhagen | 3 × Tilia cordata + 1 × Tilia platyphyllos                               | 6.33.877 |
| mehr Fotos \| Fotos hochladen | 1 Linde                                                    | Wolfhagen 51° 20′ 27,9″ N, 9° 11′ 44,2″ O      | Sommerlinde ca. 1,0 km nordöstlich des Stadtrandes von Wolfhagen. Der Baum steht auf dem Friedhof des Schützeberges. Stammumfang: 4,05 m Höhe: 16 m Pflanzjahr: ca. 1855 OSM-Link zur Kartendarstellung: Linde auf dem Schützeberg | Tilia platyphyllos                                                       | 6.33.878 |
| mehr Fotos \| Fotos hochladen | 1 Eiche                                                    | Wolfhagen 51° 18′ 41,3″ N, 9° 12′ 17″ O        | Stieleiche ca. 1,5 km südöstlich des Ortsrandes von Wolfhagen. Standort des Baumes ist eine Wiese direkt nördlich der B 450, „In den Stücken“. Stammumfang: 4,00 m Höhe: 16 m Pflanzjahr: ca. 1885 OSM-Link zur Kartendarstellung: Eiche zwischen Wolfhagen und Istha | Quercus robur                                                            | 6.33.880 |
| mehr Fotos \| Fotos hochladen | 1 Eiche                                                    | Wolfhagen 51° 20′ 35,9″ N, 9° 8′ 58,7″ O       | Stieleiche ca. 1,5 km nordwestlich des Ortsrandes von Wolfhagen. Der Baum steht in einem schmalen Grünstreifen zwischen Feldern, direkt südöstlich des Naturschutzgebietes Dörneberg bei Viesebeck, bei der Viesebecker Warte. Stammumfang: 4,10 m Höhe: 18 m Pflanzjahr: ca. 1905 OSM-Link zur Kartendarstellung: Eiche nordwestlich von Wolfhagen | Quercus robur                                                            | 6.33.882 |
| mehr Fotos \| Fotos hochladen | 1 Rotbuche                                                 | Ippinghausen 51° 14′ 59,8″ N, 9° 7′ 20″ O      | Rotbuche ca. 3,5 km südwestlich von Ippinghausen, westlich von Naumburg. Der Baum steht abgelegen im Wald, in der Nähe einer Teichanlage. Die Buche hat ihre Baumspitze verloren. Stammumfang: 4,50 m (2005: 4,40 m) Höhe: 34 m (2005) Pflanzjahr: ca. 1825 OSM-Link zur Kartendarstellung: Rotbuche südwestlich von Ippinghausen | Fagus sylvatica                                                          | 6.33.883 |
| mehr Fotos \| Fotos hochladen | 1 Eiche                                                    | Wenigenhasungen 51° 19′ 11″ N, 9° 14′ 18,8″ O  | Stieleiche ca. 1,0 km südlich des Ortsrandes von Wenigenhasungen. Der Baum steht an einem asphaltierten Wirtschaftsweg westlich des Isthaberges und der L 3312. Stammumfang: 4,40 m (2005: 4,30 m) Höhe: 14 m Pflanzjahr: ca. 1905 OSM-Link zur Kartendarstellung: Eiche südlich von Wenigenhasungen | Quercus robur                                                            | 6.33.884 |
| mehr Fotos \| Fotos hochladen | Großbaumbestand im Burggarten (1 Li, 1 RBu, 1 BlBu, 2 RKa) | Wolfhagen 51° 19′ 21″ N, 9° 9′ 51,5″ O         | Ursprünglich 1 Linde, 1 Rotbuche und 1 Blutbuche im Burggarten, sowie 2 Rosskastanien westlich vor dem Burggarten in Wolfhagen. Gegenwärtig sind nur noch 4 Bäume erhalten. Die Linde: Stammumfang: 3,40 m Höhe: 24 m Pflanzjahr: ca. 1855 OSM-Link zur Kartendarstellung: Linde im Burggarten Die Rotbuche ist um 2020 abgegangen: Stammumfang: 3,35 m Höhe: 22 m Pflanzjahr: ca. 1855 OSM-Link zur Kartendarstellung: ehemalige Rotbuche im Burggarten Die Blutbuche: Stammumfang: 4,10 m Höhe: 24 m Pflanzjahr: ca. 1855 OSM-Link zur Kartendarstellung: Blutbuche im Burggarten Die nördliche Rosskastanie vor dem Burggarten: Stammumfang: 2,85 m Höhe: 21 m Pflanzjahr: ca. 1855 OSM-Link zur Kartendarstellung: nördliche Rosskastanie vor dem Burggarten Die südliche Rosskastanie vor dem Burggarten: Stammumfang: 3,65 m Höhe: 23 m Pflanzjahr: ca. 1855 OSM-Link zur Kartendarstellung: südliche Rosskastanie vor dem Burggarten | 1 × Tilia + 1 × Fagus sylvatica f. purpurea + 2 × Aesculus hippocastanum | 6.33.885 |

## Flächenhafte Naturdenkmale
| Bild           | Bezeichnung                               | Ortsteil, Lage                                  | Beschreibung | Nr.      |
| -------------- | ----------------------------------------- | ----------------------------------------------- | --- | -------- |
| weitere Bilder | Basaltkegel Bilstein                      | Istha 51° 18′ 49,2″ N, 9° 13′ 31,4″ O           | Basaltkegel mit Magerrasen ca. 1 km nördlich von Istha. Das Naturdenkmal liegt südwestlich dem Isthaberg vorgelagert. Es besteht aus einem markanten Basaltfelsen der von Magerrasen und Gehölzen umgeben ist. Von dem Gelände aus bietet sich eine gute Fernsicht auf Istha im Süden und Wolfhagen im Westen. Fläche: ca. 0,35 ha OSM-Link zur Kartendarstellung: „Basaltkegel Bilstein“ nördlich von Istha | 6.33.864 |
| weitere Bilder | Rohrberg                                  | Wenigenhasungen 51° 20′ 28,8″ N, 9° 16′ 26,3″ O | Basalt-Kuppe mit zwei Basaltschuttkegeln, Felswänden, Basalt-Schuttfeldern und Basalt-Blockhalden, ca. 2,0 km nordöstlich von Wenigenhasungen. Die Kuppe liegt im umgebenden Laubwald. Im Abstand führen geschotterte Forstwege um die Kuppe des „Rohrbergs“. Diese sind Bestandteil des regionalen Wanderweges „Rund um den Rohrberg“, dem Rundwanderweg 1 des Naturpark Habichtswald. Fläche: ca. 4,9 ha OSM-Link zur Kartendarstellung: „Rohrberg“ nordöstlich von Wenigenhasungen | 6.33.873 |
| weitere Bilder | Rauenstein                                | Wolfhagen 51° 17′ 22,9″ N, 9° 10′ 0,2″ O        | Kuppe mit 4 Zerklüfteten Buntsandstein-Felsen ca. 4,0 km südlich von Wolfhagen. Das Naturdenkmal liegt in einem Mischwald auf dem Höhenzug Monschein, unweit südlich verläuft der Rundwanderweg Wolfsfährte. Fläche: ca. 0,5 ha OSM-Link zur Kartendarstellung: „Rauenstein“ bei Wolfhagen Siehe auch den Wikipediaartikel Raue Steine. | 6.33.875 |
| weitere Bilder | Hoher Rücken                              | Wolfhagen 51° 19′ 25,6″ N, 9° 11′ 45,5″ O       | Kalkmagerrasen ca. 500 m östlich des Stadtrandes von Wolfhagen. Das Naturdenkmal liegt nordöstlich der Kreisklinik Wolfhagen. Die Fläche ist ein Hang in Südlage mit Enzian-Schillergras-Rasen, einer Pflanzengesellschaft die auch als Gentiano-Koelerietum bezeichnet wird. Ein für diese Pflanzengesellschaft typisches Gehölz ist der Wacholder, der auch auf dem Hohen Rücken anzutreffen ist. Fläche: ca. 3,5 ha OSM-Link zur Kartendarstellung: „Hoher Rücken“ bei Wolfhagen | 6.33.879 |
| weitere Bilder | Sandgrube                                 | Wolfhagen 51° 18′ 36,2″ N, 9° 8′ 2,1″ O         | Aufgelassener Steinbruch ca. 3,0 km südwestlich von Wolfhagen. Die Fläche liegt im östlichen Bereich des Stadtwaldes, direkt an der asphaltierten Straße, die diesen durchschneidet. Am dortigen Zugang steht eine Informationstafel die über die Bedeutung des Naturdenkmals aufklärt. In dem ehemaligen Steinbruch liegen fast 250 Mio. Jahre alte Schichten des Mittleren Buntsandsteins frei. Dort wurden 1999 Saurierfährten entdeckt. Die größeren dieser Trittspuren konnten der Chirotherium („Handtier“)-Gruppe zugeordnet werden. Die Wolfhager Funde deuteten auf einen bis zu etwa 3,0 m langen, ursprünglichen und bisher unbekannten Typ hin. Dieser erhielt daraufhin den Namen Protochirotherium wolfhagense („Urhandtier aus Wolfhagen“). 2010 erfolgte der Fund einer weiteren bisher unbekannten Fährtengattung. Fährtenspuren aus dem Wolfhager Stadtwald finden sich ausgestellt im Regionalmuseum Wolfhager Land, dem Naturparkzentrum Habichtswald und dem Naturkundemuseum Kassel. Die Unterschutzstellung als Naturdenkmal erfolgte 2005. Fläche: ca. 0,5 ha OSM-Link zur Kartendarstellung: „Sandgrube“ im Stadtwald von Wolfhagen | 6.33.886 |
| weitere Bilder | Basaltbrüche Plattenkopf und Schierenkopf | Wolfhagen 51° 18′ 5,1″ N, 9° 6′ 47,5″ O         | Ehemaliger Basalt-Steinbruch Plattenkopf ca. 4,0 km südwestlich von Wolfhagen. Die Fläche liegt im Stadtwald, südlich der asphaltierten Straße, die diesen durchschneidet. Am Rande des aufgegebenen Steinbruchs ist das anstehende Basaltgestein deutlich erkennbar. Im Norden, bei der ehemaligen Zufahrt, entwickelt sich die Fläche hin zum Feuchtbiotop. Die ehemaligen Basaltbrüche Plattenkopf und Schierenkopf liegen etwa 1,1 km auseinander, die gemeinsame Unterschutzstellung erfolgte 2005. Gesamtfläche Plattenkopf und Schierenkopf: ca. 2,35 ha OSM-Link zur Kartendarstellung: „Basaltbruch Plattenkopf“ im Stadtwald von Wolfhagen | 6.33.887 |
| weitere Bilder | Basaltbrüche Plattenkopf und Schierenkopf | Wolfhagen 51° 18′ 41,3″ N, 9° 6′ 40,3″ O        | Ehemaliger Basalt-Steinbruch Schierenkopf ca. 4,0 km südwestlich von Wolfhagen. Die Fläche liegt im Stadtwald, nördlich der asphaltierten Straße, die diesen durchschneidet. Am Rande des aufgegebenen Steinbruchs ist das anstehende Basaltgestein deutlich erkennbar. Die ehemaligen Basaltbrüche Plattenkopf und Schierenkopf liegen etwa 1,1 km auseinander, die gemeinsame Unterschutzstellung erfolgte 2005. Gesamtfläche Plattenkopf und Schierenkopf: ca. 2,35 ha OSM-Link zur Kartendarstellung: „Basaltbruch Schierenkopf“ im Stadtwald von Wolfhagen | 6.33.887 |

## Belege
1. ↑  Nach dem amtlichen Kataster der Unteren Naturschutzbehörde des Landkreises Kassel und vor Ort Recherche 2016 - Juni 2017.
2. ↑  Messung 2017-03-05 in h=1,30 m
3. 1 2 3 4 5 6 7 8 9 10 11 12 13 14 15 16 17 18 19 20 21 22 23 24 25 26 27 28  Angaben zu Stammumfang (sofern keine eigene Messung), Größe und Pflanzjahr nach Rüdiger Germeroth, Horst Koenies, Reiner Kunz: Natürliches Kulturgut - Vergangenheit und Zukunft der Naturdenkmale im Landkreis Kassel, Herausgeber: Kreisausschuss des Landkreises Kassel, Untere Naturschutzbehörde, Wolfhagen, 2005, Anhang "Bäume" S. 186 ff. Das Pflanzjahr wurde über das dort geschätzte Alter und das Erscheinungsjahr (2005) der Publikation zurückgerechnet.
4. ↑  Messung 2017-03-05 in h=1,30 m
5. ↑  Messung 2017-03-05 in h=1,30 m
6. ↑  Messung 2017-03-05 in h=1,30 m
7. ↑  Messung 2017-03-11 in h=1,30 m
8. ↑  Messung 2017-06-17 in h=1,30 m in Hangmitte
9. ↑  Messung 2017-06-17 in h=1,30 m
10. ↑  Messung 2022-02-05 in h=1,30 m
11. ↑  Messung 2020-08-20 in h=1,30 m
12. ↑  Messung 2017-04-16 in h=1,30 m
13. ↑  Messung 2017-03-12 in h=1,30 m
14. ↑  Messung 2017-03-12 in h=1,30 m
15. ↑  Messung 2017-03-12 in h=1,30 m
16. ↑  Messung 2017-03-12 in h=1,30 m
17. ↑  Messung 2017-06-11 in h=1,30 m bei Hangmitte
18. ↑  Messung 2017-06-11 in h=1,30 m bei Hangmitte
19. ↑  Schätzung 2017-06-11
20. ↑  Messung 2020-11-06 in h=1,30 m
21. ↑  Messung 2017-03-19 in h=1,30 m
22. ↑  Messung 2019-03-09 in h=1,30 m bei Hangmitte
23. ↑  Messung 2017-06-15 in h=1,30 m
24. ↑  Messung 2017-05-19 in h=1,30 m bei Hangmitte
25. ↑  Messung 2017-06-11 in h=1,30 m
26. ↑  Messung 2017-06-11 in h=1,30 m
27. ↑  Messung 2017-06-11 in h=1,30 m
28. ↑  Messung 2017-03-16 in h=1,30 m
29. ↑  Messung 2017-03-16 in h=1,30 m
30. 1 2 3 4 5 6 7  Angaben nach Rüdiger Germeroth, Horst Koenies, Reiner Kunz: Natürliches Kulturgut - Vergangenheit und Zukunft der Naturdenkmale im Landkreis Kassel, Herausgeber: Kreisausschuss des Landkreises Kassel, Untere Naturschutzbehörde, Wolfhagen, 2005, Anhang "Flächenhafte Naturdenkmale" S. 162 ff.
31. ↑  Absatz nach Reiner Kunz und Jürgen Fichter: Die Wolfhager Saurierfährten - Auf den Spuren des Lebens der frühen Trias-Zeit, Herausgeber: Landkreis Kassel, Fachbereich Bauen und Umwelt, Untere Naturschutzbehörde, Wolfhagen, Faltblatt, 2. Auflage, 2013.

- Karte mit allen Koordinaten:
- OSM |
- WikiMap